# اولگا یاتسکووتس
اولگا یاتسکووتس (انگلیسی: Olga Yatskovets؛ زادهٔ ۱۶ اکتبر ۱۹۹۷) بازیکن بسکتبال اهل اوکراین است.